# Lignes de fuite (film, 2022)
Pour les articles homonymes, voir Lignes de fuite.
Pour plus de détails, voir Fiche technique et Distribution.
Lignes de fuite est un film québécois réalisé par Catherine Chabot et Miryam Bouchard (en) sorti en 2022 et mettant en vedette Catherine Chabot, Mariana Mazza et Léane Labrèche-Dor.
Le film est une adaptation cinématographique de la pièce de théâtre éponyme de la co-réalisatrice Catherine Chabot, présenté en mars et avril 2019 au Centre du Théâtre d'Aujourd'hui,.

## Synopsis
Trois femmes dans la trentaine, amies depuis l'école secondaire, se retrouvent un an après leur dernière rencontre. Les trois ont suivi des chemins différents dans la vie. Audrey, banlieusarde anxieuse, fait des rapports d'impôt, et est fiancée à Jonathan, un plombier. Valérie, chroniqueuse verbomotrice à la radio de Radio-Canada, vit en couple ouvert avec Paul-Émile, professeur de philosophie. Sabina, de son côté, s'enrichit comme experte en finance. Tous se rendent au vernissage d'Amber, la conjointe de Sabina, avant de terminer la soirée chez ces dernières. Alors qu'Audrey apprend qu'elle est enceinte, les langues se délient, l'effet de l'alcool aidant. Les discussions reposent sur les questions d'actualité du tournant des années 2020, dont la pertinence d'avoir ou non des enfants en pleine crise climatique. Mais, aussi des préoccupations sociales comme l'engagement amoureux, la réussite sociale, etc. Ainsi, viennent les reproches et les remarques déplacées qui mettent à rude épreuve l'amitié des trois femmes.  

## Fiche technique
Source : IMDb et Films du Québec
- Titre original : Lignes de fuite
- Réalisation : Catherine Chabot et Miryam Bouchard (en)
- Scénario : Catherine Chabot et Émile Gaudreault
- Direction artistique : Guillaume Couture
- Costumes : Sharon Scott
- Maquillage : Virginie Boudreau
- Coiffure : Daniel Jacob
- Photographie : Stéphanie Weber-Biron
- Son : Arnaud Derimay, Marie-Claude Gagné, Louis Gignac
- Montage : Arthur Tarnowski
- Production : Denise Robert
- Coproduction : Émile Gaudreault
- Société de production : Cinémaginaire, Les Films du lac
- Sociétés de distribution : Les Films Séville (Canada), FunFilm (international)
- Budget : 5 à 7 millions $ CA
- Pays de production :  Canada
- Tournage : août 2021 à Montréal et environs
- Langue originale : français
- Format : couleur
- Genre : comédie satirique
- Durée : 96 minutes
- Dates de sortie :
  - Canada : 27 juin 2022 (première au Théâtre Maisonneuve de la Place des Arts de Montréal)[4]
  - Canada : 6 juillet 2022 (sortie en salle au Québec)
  - France : 28 août 2022 (Festival du film francophone d'Angoulême)[5]
  - Canada : 2 décembre 2022 (VSD)
- Classification :
  - Québec : 13 ans et plus[6]

## Distribution
- Catherine Chabot : Audrey
- Mariana Mazza : Sabina
- Léane Labrèche-Dor : Valérie
- Victoria Diamond : Amber, conjointe de Sabina
- Maxime de Cotret (en) : Jonathan, fiancé d'Audrey
- Mickaël Gouin : Paul-Émile, conjoint en couple ouvert de Valérie
- Antoine Vézina : Stéphane, animateur radiophonique
- Isabel dos Santos : Cérila, aide ménagère de Sabina
- Monik Vincent : mère d'Audrey
- Étienne Lou : photographe